# زيلبور عالي
زيلبور عالي (الاسم العلمي:Xyleborus altilis) هو نوع من الحشرات يتبع جنس الزيلبور من فصيلة السوسية الحقيقية.